# کایشاکونین

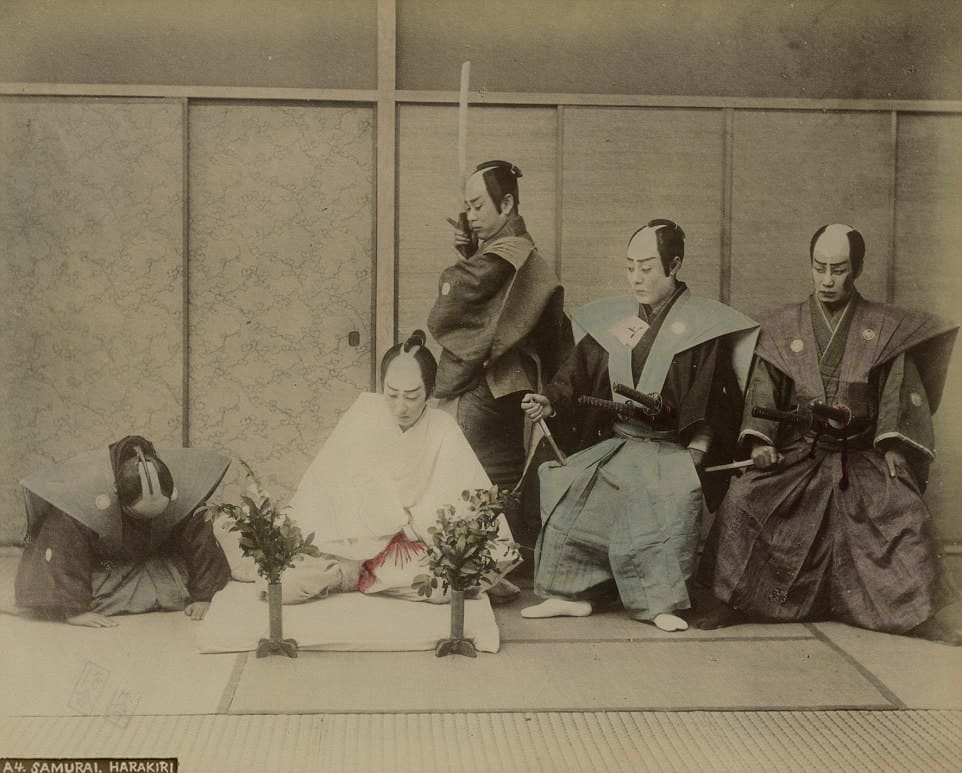
یک عکس از اواخر دوره ادو از صحنه اجرای مراسم هاراکیری. کایشاکونین در پشت ایستاده‌است و شمشیرش را بالا آورده و آماده است تا سر را از ستون فقرات کسی که سپوکو را اجرا می‌کند، جدا کند.

کایشاکونین (به ژاپنی: 介錯人 kaishakunin) یک شخص منصوب شده‌است که وظیفه وی قطع کردن سر کسی است که هاراکیری را به قصد خودکشی در ژاپن انجام می‌دهد و پس از انجام هاراکیری در حال نزع است.